# Сальхад (район)
Сальхад (араб. صلخد‎) — район (минтака) в составе мухафазы Эс-Сувейда, Сирия. Административным центром является город Сальхад.

## География
Район находится на юге Сирии. На востоке граничит с мухафазой Дамаск, на юге с Иорданией, на западе с мухафазой Даръа, а на севере с районом Эс-Сувейда.

## Административное деление
Район разделён на 5 нахий.
| Нахия      | Административный центр | Население (2004 г.), чел. | Карта |
| ---------- | ---------------------- | ------------------------- | ----- |
| Сальхад    | Сальхад                | 24 045                    |       |
| Эль-Граййа | Эль-Граййа             | 9 892                     |       |
| Эль-Гария  | Эль-Гария              | 5 923                     |       |
| Тайбин     | Тайбин                 | 6 900                     |       |
| Малах      | Малах                  | 13 615                    |       |

## Примечание
1. ↑  Current Population Survey, October 2001: School Enrollment. ICPSR Data Holdings (13 мая 2004). Дата обращения: 26 июля 2025.
2. ↑  GeoNames.org. www.geonames.org. Дата обращения: 26 июля 2025.